# Basilisk (Band)
Basilisk ist eine 1996 gegründete Dark-Metal-Band aus Donaueschingen.

## Bandgeschichte
Die Band wurde im November 1996 gegründet. Elemente aus Gothic- und Melodic-Metal sowie Einflüsse des Heavy Metals der 1980er und 1990er Jahre prägten eigenen Aussagen zufolge den Stil der Band. Das damalige Line-Up bestand aus Sixten Streich (Gesang, Keyboard), Rudolf But (Gitarre), „Siggi“ (Bass) und Rüdiger Steinhuber (Schlagzeug). Ende 1997 wurde die erste Demo-CD In the Room of Lights aufgenommen.
Das Jahr 1998 war hauptsächlich durch 12 Klub-Konzerte geprägt, unter anderem im Vorprogramm von Crematory. Zudem gelang der Band der erste Platz bei einem Newcomer-Wettbewerb in Nusplingen. Im Frühjahr 1999 folgten weitere Konzerte, unter anderem mit EverEve in Leonberg und der Auftritt als Headliner bei der Blumberger Rocknacht. Beim Newcomer-Contest im Donaueschinger Animal House konnte Basilisk ebenfalls den ersten Platz belegen.
Aufgrund der positiven Resonanzen trat Basilisk im Jahr 2000 unter anderem im Vorprogramm von My Dying Bride und The Gathering auf. Ein Festival im Universal D.O.G. in Lahr, zusammen mit den Farmer Boys, Weissglut, EverEve und Shock folgte.
Ende 2000 löste Frank Scheuble den bisherigen Bassisten „Siggi“ ab und bereicherte das klangliche Spektrum mit seinem Klargesang. Gleichzeitig kam Tommy alias Thomas Adis zur Band, der von da an die Keyboards für Frontmann Sixten übernahm. Im Dezember 2001 erschien das zweite Album Between Light and Shadow mit acht Liedern in der neuen Besetzung. 2002 folgten elf Konzerte, unter anderem mit Tankard, Ashes You Leave und Chinchilla. Beim Konzert im Oktober 2002 mit Sacred Sin aus Portugal wurde der Grundstein für einen Vertriebsdeal mit dem portugiesischen Label Nebula Records und der Booking-Agentur Icon Music Agency gelegt; beides Subunternehmen von Dark Music Productions. Das Album Between Light and Shadow wurde ab 2003  nun weltweit durch Nebula Records vertrieben. Damit verbunden folgte Ende 2003 eine 10-tägige Promotion-Tour durch Portugal, unter anderem mit Konzerten in Lissabon, Portimao und Leiria.
In den Jahren 2005 und 2006 standen relativ wenig Konzerte auf dem Programm. Die Band hatte die Live-Abstinenz genutzt, um im Mai 2006 das Album Dark Seasons mit 13 Titeln zu veröffentlichen. Im November des gleichen Jahres kam die Mini-EP Empor pünktlich zum 10-jährigen Bandbestehen auf den  Markt. Dieses Jubiläum wurde durch ein kleines  selbstorganisiertes Festival im November 2006 gefeiert. Fortan trennten sich die Wege von Basilisk und Sänger Sixten.
Durch die Aufteilung der Gesangsparts erfuhren die Songs nun eine größere klangliche Vielfalt. Nach einer Findungsphase und relativ wenigen Konzerten in den Jahren 2007 bis 2009 entstand das Album Rote Tränen, welches im Mai 2010 veröffentlicht wurde. Aufgrund familiärer Veränderungen der einzelnen Bandmitglieder wurden die Live-Aktivitäten in den Folgejahren weiterhin reduziert. 2014 war genug neues Songmaterial zusammen, um die Aufnahmen für das aktuelle Album Traumland zu beginnen. Auch dieses Album wurde wie die letzten zwei Alben komplett in Eigenregie aufgenommen. Mit Out of the Dark beinhaltet es zudem ein Falco-Cover. Im Januar 2015 unterschrieb Basilisk einen Promotion- und Vertriebsdeal mit Bob Media bzw. Echozone.

## Stil
Die Band wird zumeist dem Dark Metal zugerechnet. In Rezensionen werden gelegentlich Vergleiche zu Crematory aufgrund des Gesangs, Ensiferum, Moonsorrow und Dimmu Borgir gezogen.
Der Stil wird von der Band als Mischung „aus Gothic-, Death- und Melodicmetal sowie Einflüsse des Heavy Metal der 1980er- und 1990er-Jahre“ umschrieben. Der englische und deutsche Gesang erscheine Vielschichtig „von klar und melodiös bis hart und aggressiv“. In einer Rezension des Webzines Amboss-Mag werden „Straighte Saiten, Growls, cleane Gesangspassagen und sphärische Keys [als] die tragenden Säulen“ der Musik benannt.

## Diskografie

### Alben
- 1997: In the Room of Lights (Eigenvertrieb)
- 2001: Between Light and Shadow (Dark Music Productions)
- 2006: Empor (EP, Eigenvertrieb)
- 2006: Dark Seasons (Eigenvertrieb)
- 2010: Rote Tränen (Eigenvertrieb)
- 2015: Traumland (Echozone / Bob Media)

### Beiträge auf Samplern
- 2005: Dark Music for the New Millennium (Lied: Dorothea)
- 2010: Sonic Seducer Cold Hands Seduction · Vol. 111 (Lied: Rote Tränen)
- 2011: Gothic Visions III (Lied: Hexentanz)
- 2015: Orkus Compilation 110 (Lied: Delirium)
- 2015: Cold Hands Seduction – Vol. 167 (Lied: Delirium)

## Musikvideos
- 2001: Dorothea
- 2016: My Dying World